# Пехоти
Пехоти (пол. Piechoty) — село в Польщі, у гміні Падев-Народова Мелецького повіту Підкарпатського воєводства.
Населення — 249 осіб (2011).
У 1975-1998 роках село належало до Тарнобжезького воєводства.

## Демографія
Демографічна структура станом на 31 березня 2011 року:
|          | Загалом | Допрацездатний вік | Працездатний вік | Постпрацездатний вік |
| -------- | ------- | ------------------ | ---------------- | -------------------- |
| Чоловіки | 126     | 25                 | 87               | 14                   |
| Жінки    | 123     | 27                 | 65               | 31                   |
| Разом    | 249     | 52                 | 152              | 45                   |